# Rapid Valley
Rapid Valley – jednostka osadnicza w Stanach Zjednoczonych, w stanie Dakota Południowa, w hrabstwie Pennington.